# 출장소
출장소(出張所)는 본청과 멀리 떨어진 지역 주민의 편의를 위해 설치된 본청의 직할 행정기관을 말한다.

## 행정기관으로서 출장소
출장소는 광역시·도청, 시·군·구청, 행정구청, 읍·면·동사무소 등으로부터 멀리 떨어진 지역에 거주하는 주민의 민원 편의를 위해 본청의 역할을 보조하는 수단으로 설치하는 경우가 대부분이다.
중앙정부 기관에서도 그 기관의 업무를 대리 수행하는 지방의 하부기관에 대해 출장소라는 명칭을 사용하기도 한다.

## 출장소 현황

### 광역시·도 출장소
| 출장소                   | 설치일           | 관할구역                                               | 소재지                    | 비고                                 |
| ------------------------ | ---------------- | ------------------------------------------------------ | ------------------------- | ------------------------------------ |
| 인천광역시경제자유구역청 | 2003년 10월 15일 | 중구, 연수구, 서구                                     | 연수구 아트센터대로 175   |                                      |
| 강원특별자치도환동해본부 | 1967년 4월 28일  | 강릉시, 동해시, 속초시, 삼척시, 고성군, 양양군         | 강릉시 주문진읍           | 2023년 6월 11일 현재의 이름으로 변경 |
| 충청북도청 북부출장소    | 2011년 1월 1일   | 제천시, 단양군                                         | 제천시 남산로 10          | 충청북도 북부출장소                  |
| 충청북도청 남부출장소    | 2012년 1월 17일  | 보은군, 옥천군, 영동군                                 | 옥천군 옥천읍 동부로 78   | 충청북도 남부출장소                  |
| 전라남도 동부지역본부    | 2005년 10월 13일 | 여수시, 순천시, 광양시, 구례군, 고흥군, 보성군, 곡성군 | 순천시 해룡면 매안로 16   | 2014년 8월 1일 현재의 이름으로 변경  |
| 충청남도청 남부출장소    | 2023년 1월 1일   | 논산시, 계룡시, 금산군                                 | 금산군 진산면 읍내로 49-1 | 충청남도 남부출장소                  |

### 시·군·구 출장소
| 출장소                             | 설치일           | 관할구역 | 소재지 | 비고                  |
| ---------------------------------- | ---------------- | --- | ------ | --------------------- |
| 부산광역시 강서구청 가덕도출장소   | 1989년 1월 1일   | 가덕도동 | 천가동 |                       |
| 인천광역시 중구청 영종출장소       | 2003년 10월 13일 | 중산동, 운남동, 운서동, 운북동                                                                                 | 운남동 | 중구청 제2청사로 개편 |
| 인천광역시 중구청 용유출장소       | 2006년 6월 5일   | 덕교동, 을왕동, 남북동, 무의동                                                                                 | 무의동 |                       |
| 인천광역시 서구청 검단출장소       | 1995년 3월 1일   | 마전동, 금곡동, 오류동, 왕길동, 당하동, 원당동, 불로동, 대곡동                                                 | 마전동 |                       |
| 경기도 평택시청 송탄출장소         | 1995년 5월 10일  | 진위면, 서탄면, 고덕면, 중앙동, 서정동, 송탄동, 지산동, 송북동, 신장1동, 신장2동, 용이동                       | 서정동 | 평택시 송탄출장소     |
| 경기도 평택시청 안중출장소         | 1995년 5월 10일  | 안중읍, 포승읍, 청북읍, 팽성읍, 오성면, 현덕면                                                                 | 안중읍 | 평택시 안중출장소     |
| 경기도 화성시청 동부출장소         | 2001년 3월 21일  | 정남면, 진안동, 병점1동, 병점2동, 반월동, 기배동, 화산동, 동탄1동, 동탄2동, 동탄3동, 동탄4동, 동탄5동, 동탄6동 | 진안동 |                       |
| 전북특별자치도 익산시청 함열출장소 | 2007년 5월 17일  | 함열읍 외 7면                                                                                                  | 함열읍 |                       |
| 전라남도 여수시청 중부민원출장소   | 1998년 4월 1일   | 돌산읍 외 3면 14동                                                                                             | 여서동 |                       |
| 경상북도 구미시청 선산출장소       | 1995년 1월 1일   | 선산읍, 고아읍, 무을면, 옥성면, 도개면, 해평면, 산동면, 장천면                                                 | 선산읍 |                       |
| 경상남도 김해시청 장유출장소       | 2005년 4월 4일   | 장유1, 2, 3동                                                                                                  | 부곡동 | 김해시 장유출장소     |
| 경상남도 사천시청 신수출장소       | 1995년 5월 10일  | 신수동 | 신수동 |                       |
| 경상남도 양산시청 웅상출장소       | 2007년 4월 1일   | 서창동, 소주동, 평산동, 덕계동                                                                                 | 주진동 | 양산시 웅상출장소     |

### 읍·면 출장소
| 출장소            | 출장소                        | 설치일           | 비고 |
| ----------------- | ----------------------------- | ---------------- | ---- |
| 대구광역시 달성군 | 논공읍 공단출장소             | 1989년 4월 3일   |      |
| 대구광역시 달성군 | 다사읍 서재출장소             | 2001년 3월 19일  |      |
| 인천광역시        | 강화군 서도면 볼음출장소      | 1962년 10월 1일  |      |
| 인천광역시        | 옹진군 대청면 소청출장소      | 1975년 5월 20일  |      |
| 인천광역시        | 옹진군 북도면 장봉출장소      | 1973년 7월 1일   |      |
| 경기도            | 남양주시 화도읍 동부출장소    | 2006년 11월 20일 |      |
| 경기도            | 남양주시 화도읍 남부출장소    | 2022년 1월 2일   |      |
| 강원특별자치도    | 삼척시 원덕읍 임원출장소      | 1950년 12월 1일  |      |
| 강원특별자치도    | 영월군 한반도면 쌍용출장소    | 1963년 5월 17일  |      |
| 강원특별자치도    | 평창군 방림면 계촌출장소      | 1964년 2월 1일   |      |
| 강원특별자치도    | 정선군 신동읍 함백출장소      | 1962년 2월 1일   |      |
| 강원특별자치도    | 철원군 서면 와수출장소        | 1964년 2월 1일   |      |
| 강원특별자치도    | 인제군 인제읍 귀둔출장소      | 1965년 7월 1일   |      |
| 충청남도          | 홍성군 홍북읍 내포출장소      | 2012년 12월 18일 |      |
| 충청남도          | 보령시 오천면 원산도출장소    | 1994년 2월 7일   |      |
| 전라남도          | 고흥군 도양읍 소록출장소      | 1974년 4월 4일   |      |
| 전라남도          | 영암군 삼호읍 서부출장소      | 2002년 1월 20일  |      |
| 전라남도          | 무안군 삼향읍 남악출장소      | 2007년 8월 24일  |      |
| 경상북도          | 포항시 북구 죽장면 상옥출장소 | 1958년 4월 22일  |      |

- 충청남도 보령시 오천면 어항출장소
- 충청남도 예산군 삽교읍 내포출장소
- 전라남도 순천시 해룡면 상삼출장소
- 전라남도 고흥군 도양읍 시산출장소
- 전라남도 보성군 득량면 예당출장소
- 경상북도 울릉군 서면 태하출장소

### 법무부출입국관리사무소 출장소
- 서울출입국관리사무소 세종로출장소
- 인천공항출입국관리사무소 도심공항출장소
- 인천공항출입국관리사무소 서울역출장소
- 인천출입국관리사무소 안산출장소
- 수원출입국관리사무소 오산출장소
- 수원출입국관리사무소 평택출장소
- 양주출입국관리사무소 고양출장소
- 춘천출입국관리사무소 고성출장소
- 춘천출입국관리사무소 동해출장소
- 춘천출입국관리사무소 속초출장소
- 대전출입국관리사무소 천안출장소
- 대전출입국관리사무소 서산출장소
- 광주출입국관리사무소 목포출장소
- 광주출입국관리사무소 무안공항출장소
- 전주출입국관리사무소 군산출장소
- 여수출입국관리사무소 광양출장소
- 대구출입국관리사무소 포항출장소
- 대구출입국관리사무소 구미출장소
- 부산출입국관리사무소 감천출장소
- 창원출입국관리사무소 거제출장소
- 창원출입국관리사무소 사천출장소
- 창원출입국관리사무소 통영출장소

## 과거 사례
경기도 광주군에 대규모 공장단지가 설립되면서 설치된 경기도 성남출장소는 성남시로 승격하였고, 경기도청 북부출장소는 경기도청 제2청사로 변경되었다. 경기도청 반월지구출장소는 안산시로 승격하였다. 경상북도 구미출장소는 구미시로 승격하였고 충청남도 계룡출장소는 계룡시로 승격하였고, 충청북도 증평출장소는 증평군으로 승격하였다. 경기도 용인시 수지출장소는 수지구로 승격하였고, 경상남도 김해시 장유출장소는 장유1.2.3동으로 분리승격되고,경기도 여주군 여주읍 오학출장소는 여주시 승격으로 오학동으로 승격하였다.

## 해외 유사 사례
메인주는 매사추세츠주의 월경지로 메인 지구(District of Maine)였다. 미주리 타협으로 주로 승격되었다.